# Последња екскурзија: Наслеђа
Последња екскурзија: Наслеђа (енгл. Final Destination Bloodlines) амерички је натприродни хорор филм из 2025. године и шести део филмског серијала Последња екскурзија. Режију потписују Зак Липовски и Адам Стајн, по сценарију Гаја Бузика и Лори Еванс Тејлор. 
Филм је приказиван у биоскопима од 16. маја 2025. у Сједињеним Америчким Државама, односно 15. маја 2025. у Србији. Последњи је дугометражни филм глумца Тонија Тода, који је преминуо 9. новембра 2024. Добио је позитивне рецензије критичара и зарадио преко 285 милиона долара широм света.

## Радња
Стефани, 18-годишња девојка која се припрема за полазак на факултет, већ дуго има ноћне море о трагичној несрећи у једној кули током 1960-их. Ускоро открива да су ове визије предсказања која су повезана са њеном баком Естер, која је успела да превари смрт пре 50 година, али чије време полако истиче.
Стефани схвата да, иако је њена бака успела да избегне смрт до своје 80. године, жртве које су првобитно требале да погину у тој катастрофи су елиминисане током година. Сада смрт прогања њене потомке, осигуравајући да нико не измакне својој фаталној судбини. Да би спречила да њена породица буде следећа на списку, Стефани ће морати да пронађе начин да прекине овај смртоносни циклус.

## Улоге
| Глумац              | Улога            |
| ------------------- | ---------------- |
| Кејтлин Санта Хуана | Стефани Рејес    |
| Тео Брионес         | Чарли Рејес      |
| Ричард Хармон       | Ерик Кембел      |
| Овен Патрик Џојнер  | Боби Кембел      |
| Рија Килстед        | Дарлин Кембел    |
| Ана Лор             | Џулија Кембел    |
| Брек Басинџер       | Ајрис Кембел     |
| Тони Тод            | Вилијам Бладворт |
| Тинпо Ли            | Марти Рејес      |
| Ејприл Телек        | Бренда Кембел    |
| Алекс Захара        | Хауард Кембел    |
| Макс Лојд Џоунс     | Пол Кембел       |
| Брена Левелин       | Вал              |
| Ивет Фергусон       | Беатрис Фулер    |
| Марк Брендон        | господин Фулер   |
| Брек Басинџер       | Ајрис Кембел     |